# Fast Auroral Snapshot Explorer
O satélite Fast Auroral Snapshot Explorer (FAST) foi lançado a partir da Base da Força Aérea de Vandenberg a bordo de um foguete Pegasus XL em 21 de agosto de 1996. FAST é um dos satélites da NASA da série de sondas Small Explorer (SMEX) e foi projetado para
observar e medir plasmas da aurora boreal,  um fenômeno que ocorre em ambos os polos geográficos da Terra.

## Ligações Externas
- https://web.archive.org/web/20100308140605/http://sunland.gsfc.nasa.gov/smex/fast/mission/
- http://nssdc.gsfc.nasa.gov/database/MasterCatalog?sc=1996-049A NSSDC 1996-049A
- http://www.daviddarling.info/encyclopedia/F/FAST.html